# چارلز ویگورس
چارلز ویگورس (انگلیسی: Charles Vigurs; ۱۱ ژوئیهٔ ۱۸۸۸ – ۲۲ فوریهٔ ۱۹۱۷) ژیمناست هنری اهل بریتانیا بود.